# Lili & Susie
Lili & Susie (inizialmente accreditate come Lili & Sussie) sono un duo musicale svedese formato nel 1985 dalle sorelle Lili e Susie Päivärinta.

## Storia
Le sorelle Päivärinta, di origini finlandesi ma nate a Stoccolma, sono salite alla ribalta nel luglio 1985 con la loro partecipazione al programma televisivo Summarn kummar. Hanno presto avviato un sodalizio musicale con il produttore Ola Håkansson, che ha realizzato gran parte delle loro hit, la più fortunata delle quali, Oh Mama, ha raggiunto la vetta della Sverigetopplistan nel 1987 ed è stata certificata disco di platino con 30 000 copie vendute.
Nel 1989 hanno partecipato a Melodifestivalen, il programma di selezione del rappresentante svedese all'Eurovision Song Contest, con l'inedito Okey, okey!, piazzandosi al 5º posto su 10 partecipanti.
Nel 1990 è terminato il loro contratto con la EMI Music e hanno firmato con la Sonet Records, cambiando il loro nome da Lili & Sussie a Lili & Susie. Il loro primo disco con la nuova etichetta, The Sisters, ha venduto oltre 50 000 copie in madrepatria ed è stato certificato disco d'oro dalla IFPI Sverige.
In seguito a una breve pausa a metà degli anni '90, le sorelle si sono riunite nel 1996, nel 2000 e dal 2009, in quest'ultima occasione facendo il loro ritorno all'annuale Melodifestivalen dove la loro Show Me Heaven non ha acceduto alla finale. Il singolo ha comunque ottenuto successo commerciale, piazzandosi al 6º posto nella hit parade nazionale e regalando al duo la loro quinta top ten.
Al 2007, Lili & Susie avevano venduto più di mezzo milione di dischi nella loro carriera. Oltre alla loro attività musicale, dai primi anni '90 si sono impegnate in cause per i diritti degli animali, adottando una dieta vegetariana, aprendo un negozio di prodotti esclusivamente cruelty-free, e apparendo spesso a programmi televisivi per sensibilizzare il pubblico sull'argomento.

## Discografia

### Album in studio
- 1985 – Lili & Sussie
- 1987 – Dance Romance
- 1988 – Anytime
- 1990 – The Sisters
- 1992 – No Sugar Added

### Raccolte
- 1989 – Let Us Dance! A Remix Retrospective
- 1990 – Non Stop Dancing
- 1991 – Chance to Dance
- 1993 – The Collection 85-93
- 1995 – I vågens tecken
- 1995 – Flashback #6
- 2009 – Nu och då - Det bästa med Lili & Susie

### Singoli
- 1985 – Sommar i natt
- 1985 – Om du kan
- 1986 – Stay
- 1986 – Candy Love
- 1986 – Samma tid samma plats
- 1987 – Tokyo
- 1987 – Oh Mama
- 1987 – Bara du och jag
- 1988 – Enkel resa
- 1988 – We Were Only Dancing
- 1988 – Jag drömmer om en jul hemma
- 1989 – Robert & Marie
- 1989 – Okey, okey!
- 1989 – Let Us Dance Just a Little Bit More
- 1990 – Svullo (con Svullo)
- 1990 – What's the Colour of Love
- 1990 – Boyfriend
- 1990 – Nothing Could Be Better
- 1991 – Something in Your Eyes
- 1991 – Evelyn
- 1991 – Can't Let You Go
- 1992 – Where Eagles Fly
- 1992 – Ride on My Love
- 1993 – All You Can Say Is Goodbye
- 1993 – Halfway to Heaven
- 1993 – I Believe in Good Things
- 1996 – Love Never Dies
- 1996 – Hypnotized
- 2009 – Show Me Heaven
- 2009 – Tease Me
- 2011 – Bailamor
- 2011 – Från oss till er
- 2014 – Fly, Fly Little Bird
- 2014 – Would You Be Mine
- 2020 – En liten kyss av dig
- 2020 – Hela livet var ett disco
- 2021 – Drömmar